# Leucania flavalba
Leucania flavalba là một loài bướm đêm trong họ Noctuidae.